# Висамбур
Висамбу́р (фр. Wissembourg, [visɑ̃ˈbuʀ], нем. Weißenburg im Elsaß — Вайсенбург в Эльзасе, в русской литературе также встречается как Вейсенбург) — небольшой город и коммуна на северо-востоке Франции в регионе Гранд-Эст (бывший Эльзас — Шампань — Арденны — Лотарингия), департамент Нижний Рейн, округ Агно-Висамбур, кантон Висамбур.

## Географическое положение
Город расположен на реке Вислаутер возле границы Франции и Германии, в регионе Эльзас, 40 км западнее города Карлсруэ и в 60 км к северу от Страсбурга. В переводе с немецкого Weißenburg означает «белый замок» (Weiß - Burg).
Площадь коммуны — 48,18 км², население — 8008 человек (2006) с тенденцией к стабилизации: 7757 человек (2013), плотность населения — 161,0 чел/км².

## История
Бенедиктинское аббатство, вокруг которого вырос город, было основано в VII веке, возможно, под патронажем Дагоберта I — короля франков (631—639), сына франкского короля-меровинга Хлотаря II. В аббатстве в IX веке монах Отфрид создал евангелическую гармонику, первую существенную поэтическую работу на немецком языке. Аббатству принадлежали обширные территории. Из зданий XI века, созданных по указанию аббата Самуэля, сохранились только башня Шартентурм (1075) и несколько рвов.
В XII веке Висамбур получил статус города. В том же веке по указанию аббата Эделина была возведена церковь святых Петра и Павла, на тот момент самая большая в Эльзасе, только с постройкой кафедрального страсбургского собора в XV веке она отошла на второе место в Эльзасе. При Французской революции была разграблена и с 1803 года стала приходской.
В 1354 году Карл IV (император Священной Римской империи) в ходе реформ управления, объединил десять городов Эльзаса (в том числе Висамбур) в группу, названную Декаполис.

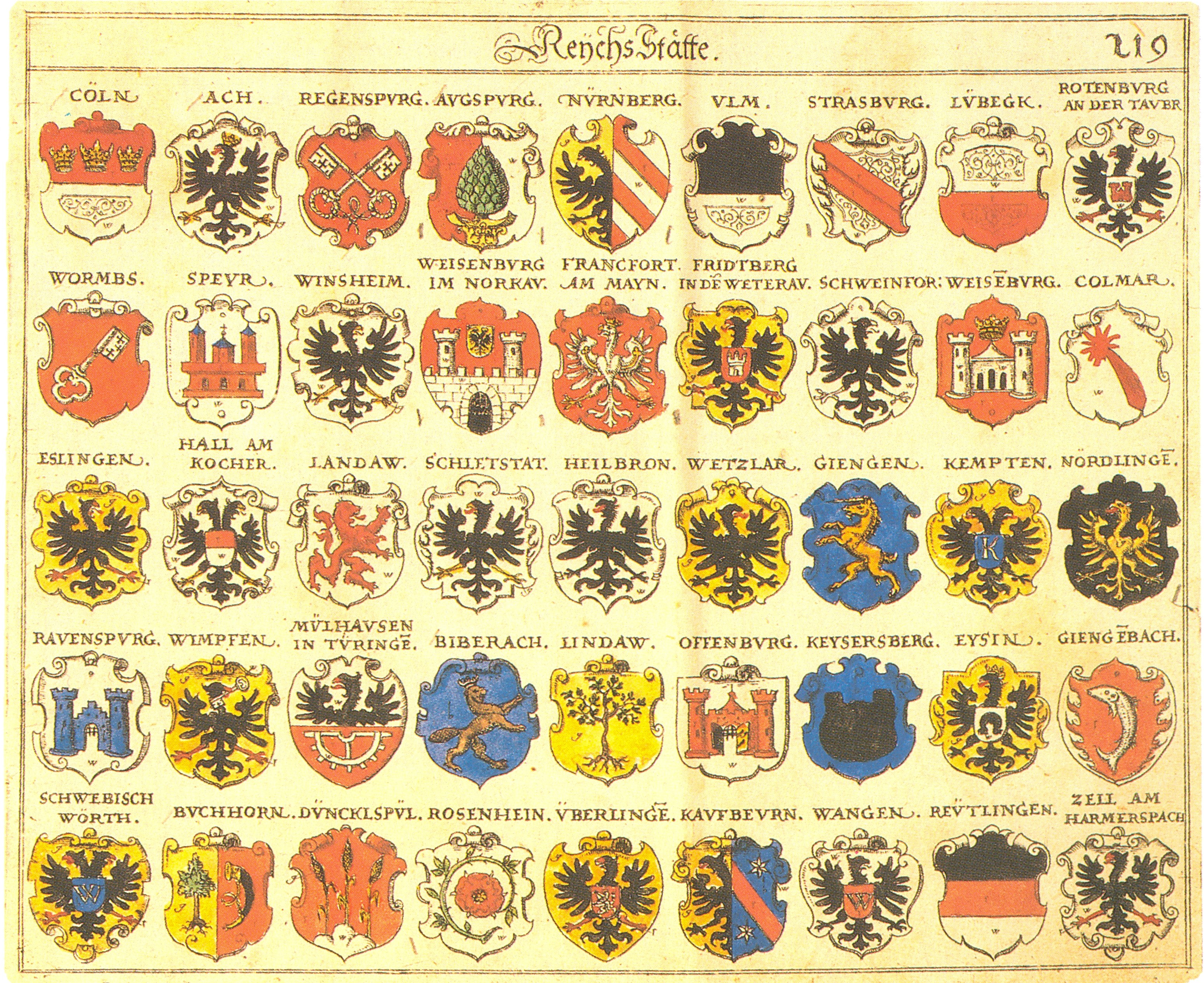
Гербы немецких имперских городов 1605 г. (2-й ряд н. 8. — Вайсенбург)

Имперские города, согласно выкупленным у кайзера привилегиям (нем. Reichsfreiheit), имели широкие права самоуправления, почти полную политическую самостоятельность, которая после присоединения к Франции Людовиком XIV в 1678 году была упразднена.
25 января 1677 года большой пожар разрушил множество зданий, в том числе Ратушу (Hotel de Ville), её восстановление датируется 1741 годом. Многие более ранние строения были также восстановлены, например, Солехранилище или Соляной дом (1448) — под его крышей расположилась первая в городе больница, а в дальнейшем он использовался как склад для соли.
Станислав Лещинский — бывший король Польши, после поражения под Полтавой, лишившись поддержки шляхты и шведских войск, жил в изгнании с 1719 по 1725 года в Висамбуре. Свою дочь Марию он выдал замуж за Людовика XV короля Франции.
4 августа 1870 года произошла битва при Вейсенбурге — первая битва Франко-прусской войны. Прусскими войсками номинально управлял кронпринц Фридрих, но фактически руководил генерал Леонард граф фон Блюменталь. Поражение французов позволило прусским войскам продвинуться вглубь Франции. Монумент на холме Гайсбург напоминает об этом событии. После победы во Франко-прусской войне (1871) Фридрих, ставший уже наследником престола новой Германской империи, получил жезл русского генерал-фельдмаршала. Пользовался большой популярностью в армии и народе как «Наш Фриц» (нем. Unser Fritz).
В Висамбуре в 1932 году был снят фильм L’ami Fritz («Друг Фриц») по роману Эркмана-Шатриана (1869). На этот же сюжет написана опера Маскани L’Amico Fritz.
В городе сохранилось множество старых домов (например, Фахверк XV—XVI веков), привлекающих туристов из разных регионов и стран.

## Население
Население коммуны в 2011 году составляло 7780 человек, в 2012 году — 7757 человек, а в 2013-м — 7757 человек.
| 1962 | 1968 | 1975 | 1982 | 1990 | 1999 | 2006 | 2008 | 2011 | 2012 | 2013 |
| ---- | ---- | ---- | ---- | ---- | ---- | ---- | ---- | ---- | ---- | ---- |
| 5278 | 5704 | 6784 | 7311 | 7443 | 8170 | 8008 | 7880 | 7780 | 7757 | 7757 |

Динамика населения:

## Язык
Висамбурцы в основном говорят на французском и немецком языках, официальным языком является французский. Начиная с 1945 года, в связи с переходом территории Эльзаса к Франции, влияние стандартного французского языка значительно возросло, хотя исконным языком в Висамбуре является немецкий. Среди пожилых людей всё ещё сохраняется эльзасский язык (относится к группе немецких диалектов). C 1992 году в Эльзасе существуют паритетные двуязычные школы, целью которых является сохранить местный эльзасский язык. Там образование ведётся на двух языках — французском и немецком. В лицеи ученики могут получить немецкий аттестат зрелости.

## Экономика
В 2010 году из 5142 человек трудоспособного возраста (от 15 до 64 лет) 3826 были экономически активными, 1316 — неактивными (показатель активности 74,4 %, в 1999 году — 72,7 %). Из 3826 активных трудоспособных жителей работали 3332 человека (1824 мужчины и 1508 женщин), 494 числились безработными (241 мужчина и 253 женщины). Среди 1316 трудоспособных неактивных граждан 391 были учениками либо студентами, 428 — пенсионерами, а ещё 497 — были неактивны в силу других причин.

## Достопримечательности (фотогалерея)

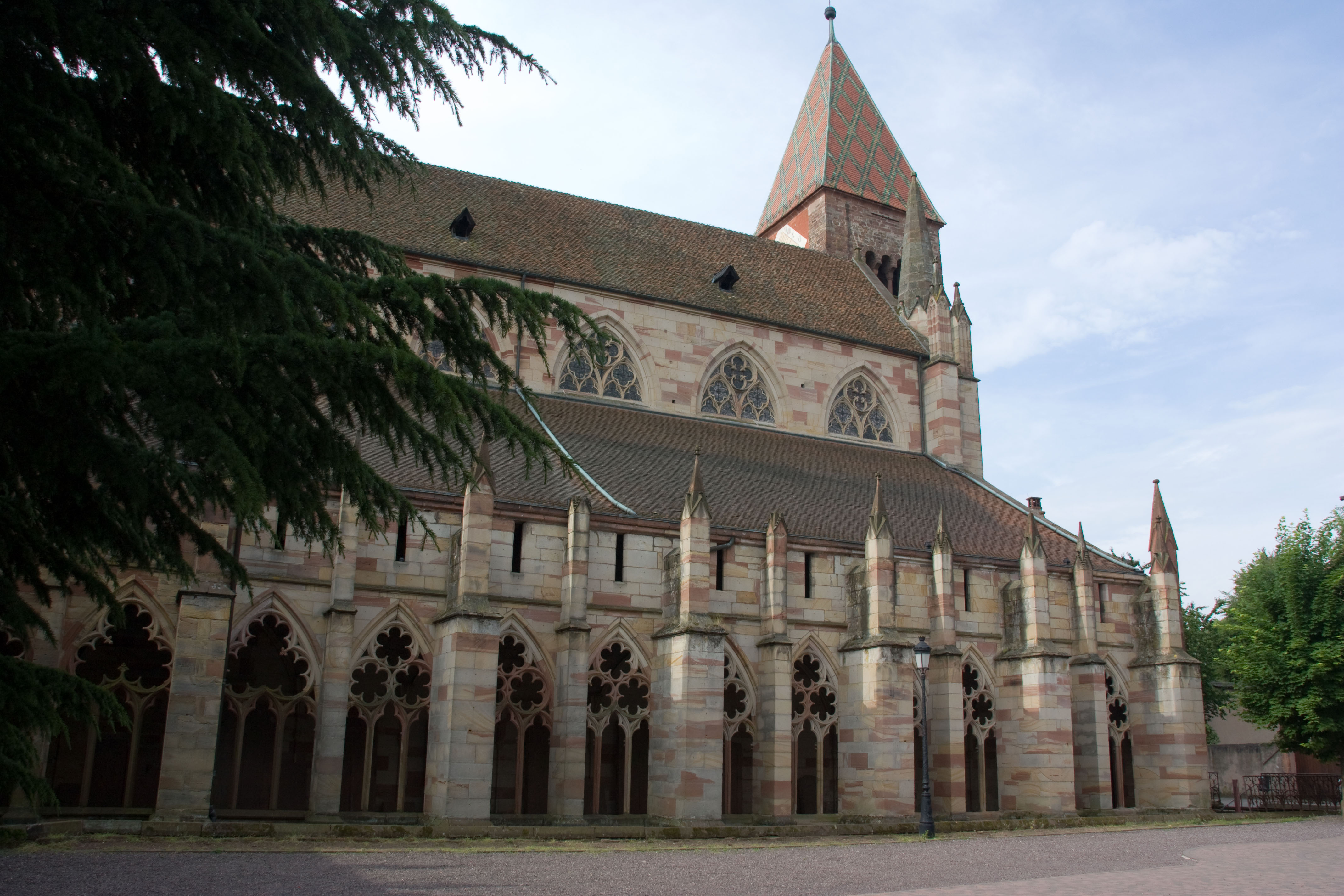
Церковь Святых Петра и Павла
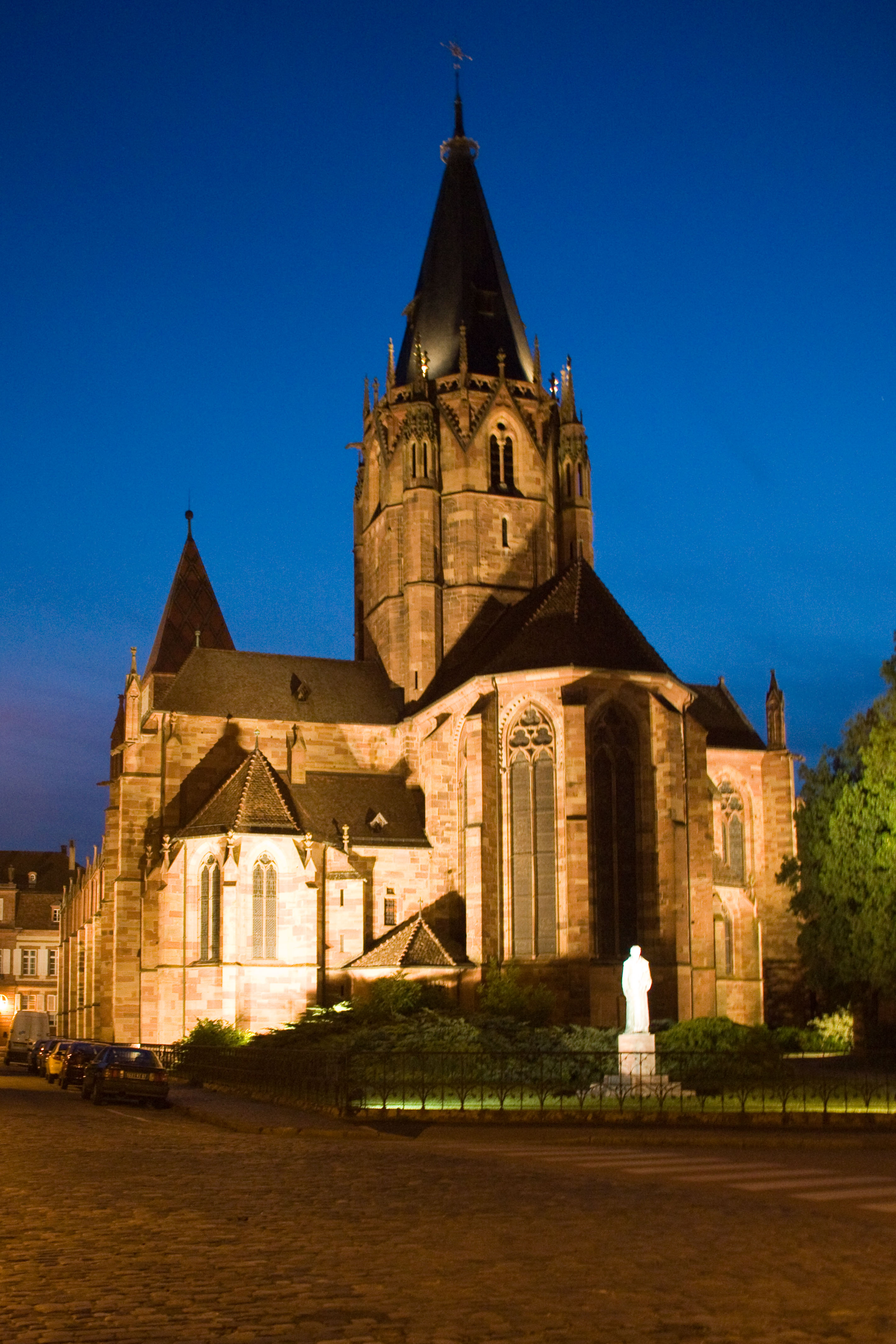
Колокольня
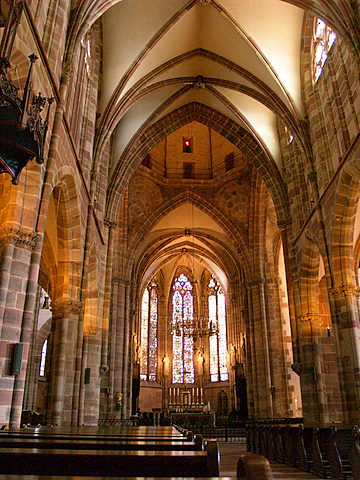
Интерьер
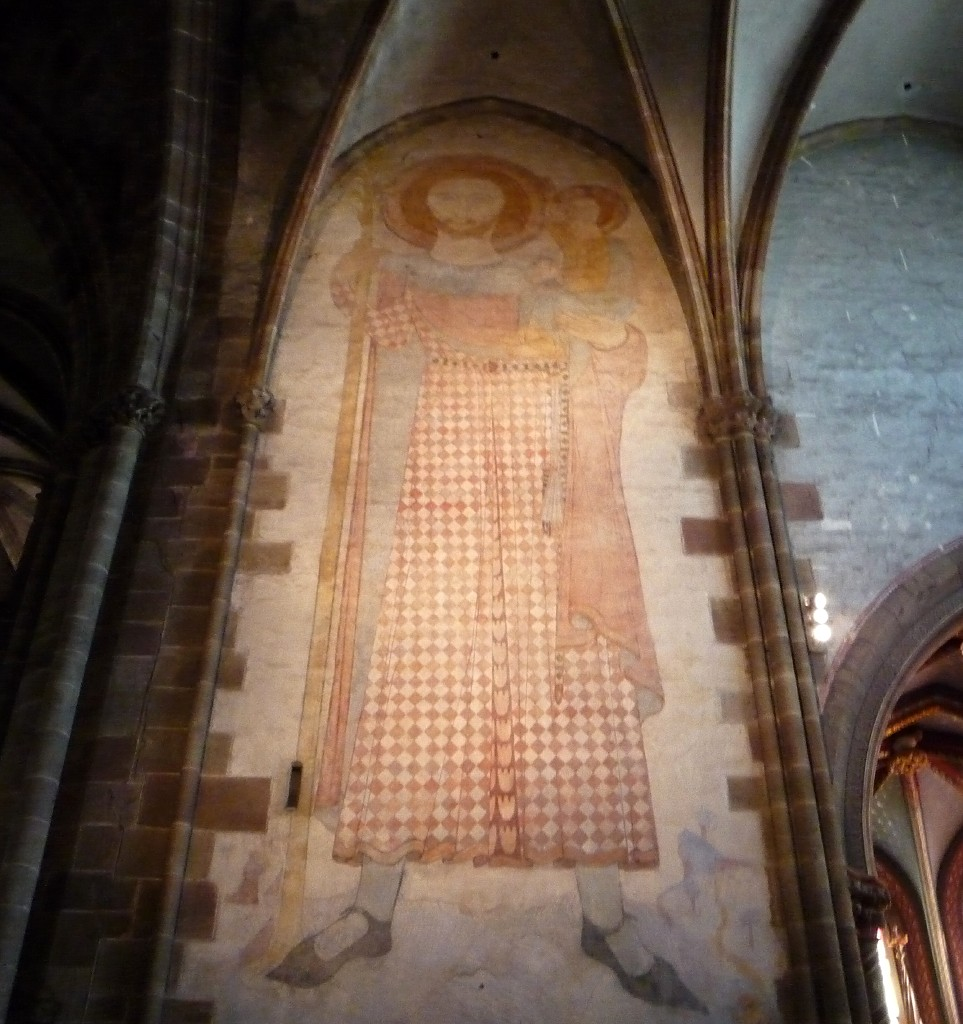
Фреска Saint Christophe tenant l'enfant Jésus dans ses bras
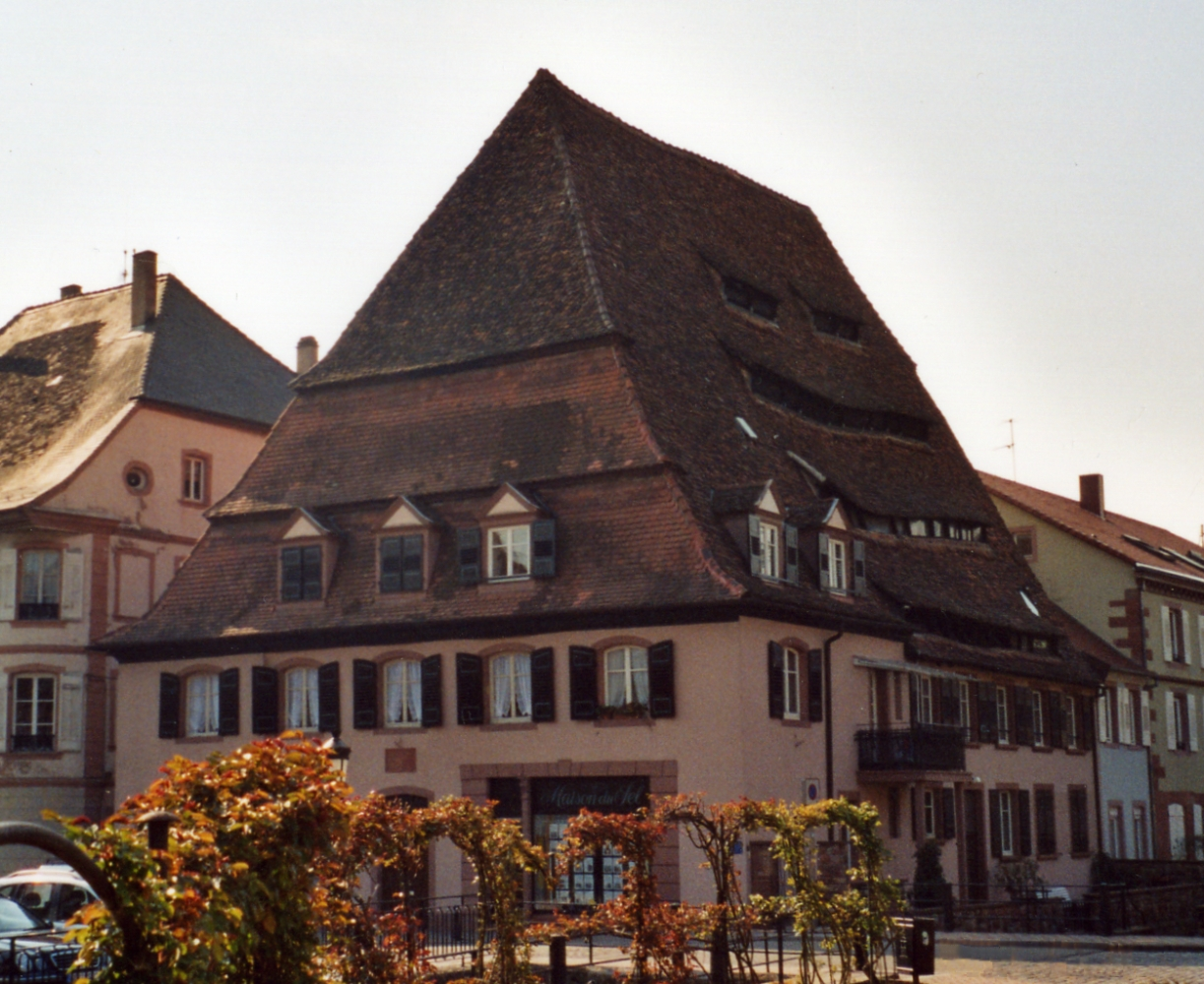
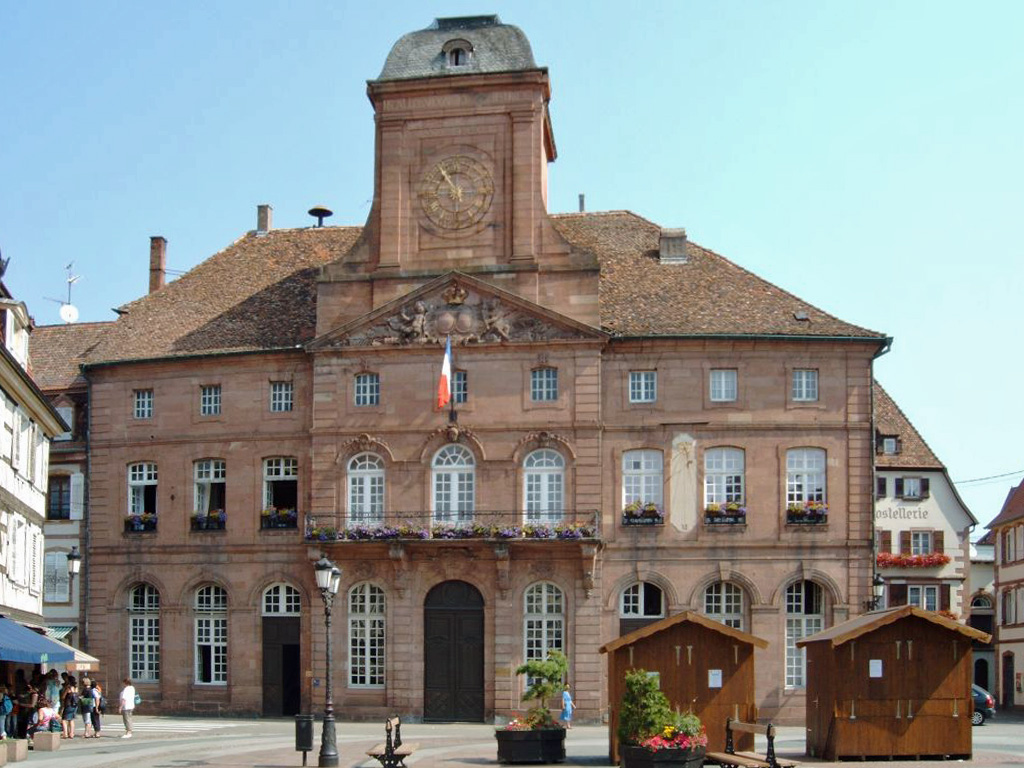
Здание ратуши
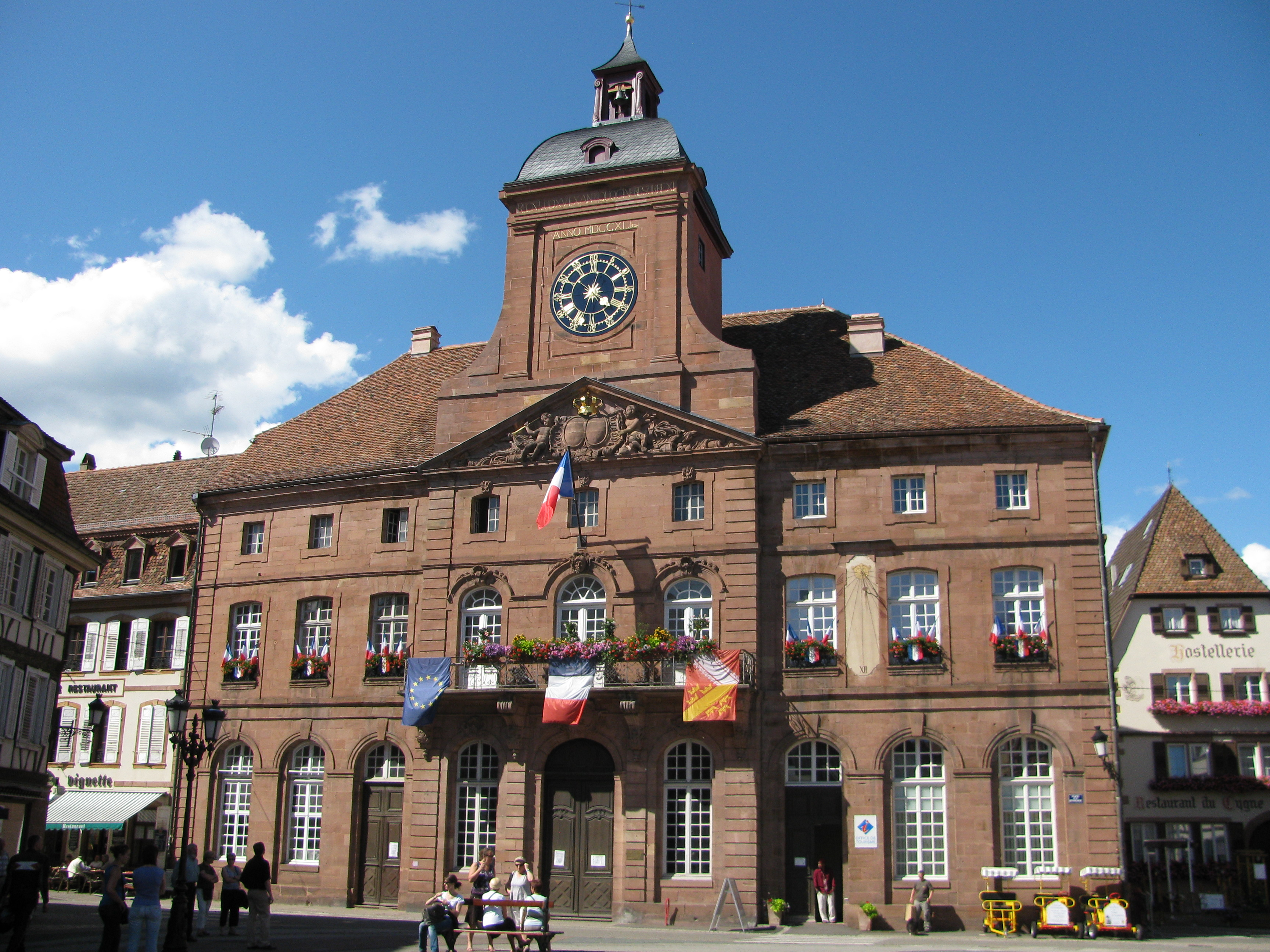